# NDUFA4L2
NDUFA4L2 (англ. NDUFA4, mitochondrial complex associated like 2) – білок, який кодується однойменним геном, розташованим у людей на короткому плечі 12-ї хромосоми. Довжина поліпептидного ланцюга білка становить 87 амінокислот, а молекулярна маса — 9 966.
| 10         |  | 20         |  | 30         |  | 40         |  | 50         |
| ---------- |  | ---------- |  | ---------- |  | ---------- |  | ---------- |
| MAGASLGARF |  | YRQIKRHPGI |  | IPMIGLICLG |  | MGSAALYLLR |  | LALRSPDVCW |
| DRKNNPEPWN |  | RLSPNDQYKF |  | LAVSTDYKKL |  | KKDRPDF    |  |            |

A: Аланін

C: Цистеїн

D: Аспарагінова кислота

E: Глутамінова кислота

F: Фенілаланін

G: Гліцин

H: Гістидин

I: Ізолейцин

K: Лізин

L: Лейцин

M: Метіонін

N: Аспарагін

P: Пролін

Q: Глутамін

R: Аргінін

S: Серин

T: Треонін

V: Валін

W: Триптофан